# Sphenopus (dieren)
Sphenopus is een geslacht van neteldieren uit de klasse van de Anthozoa (bloemdieren).

## Soorten
- Sphenopus arenaceus Hertwig, 1882
- Sphenopus marsupialis (Gmelin, 1791)
- Sphenopus pedunculatus Hertwig, 1888